# 옥트패스
옥트패스는 2021년에 데뷔한 일본의 음악 그룹이다.

## 방송
- PRODUCE 101 JAPAN 시즌2 (2021)